# Torgeir Augundsson
Torgeir Augundsson, bijnaam Myllarguten (Sauherad, 1799-1801 - Arabygdi (Vinje) 21 november 1872) was een Noors volksviolist.

## Biografie
Augundsson werd geboren als zoon van den zwervende loonmolenaar. Zijn bijnaam  Myllarguten, dat molenaarsjongen betekent, verwijst hiernaar. Zijn geboortejaar is niet exact bekend, zowel 1799 als 1801 wordt voor mogelijk gehouden. Zijn vader was een van de vele landviolisten. Myllarguten leerde het vioolspel al op jonge leeftijd, eerst stiekem en - toen zijn vader zijn talent ontdekte - verder van zijn vader. Later leerde hij bij van andere violisten die hij tijdens optredens leerde kennen, in het bijzonder van Knut Lurås.
Hij speelde vanaf jonge leeftijd op bruiloften en plattelandsfeesten in geheel Telemark. Later reisde hij ook verder voor optredens, zoals naar Bergen en Gudbrandsdalen. Hij leerde zich dansmelodieën aan en wijzigde ze zodanig dat hij er een nieuwe speelwijze mee introduceerde. Hij trouwde met Ingebjørg Eddandshaugen uit Vinje. Samen hadden ze tien kinderen van wie er zeven de kindertijd overleefden. Vier van zijn kinderen werden eveneens violist.
Met zijn familie kende hij een reizend bestaan, waarbij ze vaak niet langer dan een paar jaar in een bepaalde plaats bleven wonen. Ondanks zijn talent verdiende hij maar weinig. Er zijn verhalen waarin zijn vrouw en kinderen in hongersnood waren als hij enkele maanden van huis was. Ook kregen ze vaak kleren en voedsel toegestopt.
In 1831 ontmoette hij Ole Bull in Bergen die een vriend voor het leven werd. Bull was onder de indruk van het vioolspel van Myllarguten en schreef enkele liedjes van hem op papier. In ruil speelde hij klassieke muziek voor de violist. Hierna duurde het zeventien jaar voordat ze elkaar opnieuw ontmoetten. Het was in februari 1849 toen Bull een concert met hem wilde geven, in een tijd dat het romantische nationalisme hoogtij vierde. Het concert voor vijftienhonderd luisteraars werd een commercieel succes. Daarnaast verschenen lovende recensies in de media.
De concerten uit deze jaren leverden hem genoeg inkomen op om een aanzienlijke boerderij in Rauland te kopen. Ondertussen raakte het romantisch nationalisme over zijn hoogtepunt heen en bleek hij niet in staat om zijn geld vast te houden. Hij verkocht zijn boerderij en trok zich terug in vier gebouwen die hij Kósi noemde. In zijn laatste jaren was hij het spelen moe en vervloekte hij zijn viool, Ole Bull en de rest. Hier overleed hij in 1872, vermoedelijk aan tuberculose waar hij al enkele jaren aan leed.
Op zijn graf in Rauland werd later een herdenkingssteen geplaatst en in Arabygdi werd op 8 juli 1952 Myllarheimen geopend, een muziekhistorisch museum in zijn laatste woning dat aan hem is gewijd. Aan de andere kan van de straat is een standbeeld van hem opgericht.
- Gemeinsame Normdatei: 1035192276
- International Standard Name Identifier: 0000 0000 8422 9048
- Library of Congress Control Number: no98034031
- Virtual International Authority File: 7006042
- WorldCat: E39PBJw93RW78wWR33rbtcWbh3